# 石谷頼辰
石谷 頼辰（いしがい よりとき）は、戦国時代から安土桃山時代にかけての武将。室町時代末期の奉公衆。

## 生涯
美濃国の斎藤利賢の長男として誕生した。初め孫九郎と名乗る。弟に斎藤利三、実妹に斎藤氏（蜷川親長の室）、義理の妹に石谷氏（長宗我部元親の正室）がいる。
実母の再婚相手である石谷光政（空然）の養嗣子となって、その娘を娶る。その後、奉公衆であった義父の光政の後を継いで、室町幕府13代将軍足利義輝に仕えた。なお、母方の家で、妹の嫁ぎ先でもある蜷川家は室町幕府政所代を世襲した一族である。
義昭が織田信長に京都を追われると、織田氏家臣の明智光秀に仕えた。信長と土佐国の戦国大名・長宗我部元親が四国の領有を巡って対立すると、光秀の使者として義弟の元親の説得に赴いたが、成功しなかった。
その後、主君・光秀が本能寺の変を起こし山崎の戦いにて敗死したため、頼辰は妹の嫁ぎ先である土佐へ落ち延びた。
長宗我部氏に仕え、中央での経験を買われて重用されて、その給地は四十四町にのぼり、娘は従兄にあたる元親の子・長宗我部信親（頼辰の甥）に嫁いだ。
しかし天正14年（1587年）12月12日、戸次川の戦いで女婿・信親と共に戦死した。